# ナムコクラシックコレクション
『ナムコクラシックコレクション』（NAMCO CLASSIC COLLECTION）は、ナムコ（後のバンダイナムコエンターテインメント）から発売されたアーケードゲームである。『ナムコミュージアム』をはじめとする、ナムコ往年の名作を複数収録したナムコのオムニバスゲームのひとつ。
『Vol.1』と『Vol.2』の2作品が発売され、前者は1995年に、後者は1996年に稼動開始した。本作の特徴として、原作の本質を忠実にして面影を残しつつ、各作品のグラフィックやBGM、一部のシステムなどが1990年代風にアレンジされたリメイク版「アレンジモード」を収録していることが挙げられる（これらアレンジモードの作品名は全て、原作のタイトルの後に『〜アレンジメント』の名を付加している）。アレンジモードはこれら演出の強化だけでなく、パワーアップや新たな仕掛けなどの新フィーチャーも追加されており、『ラリーX・アレンジメント』を除いていずれも2人同時プレイが可能。新規製作のオープニングデモも付加されており、特に『Vol.1』では「往年の名作が蘇る！」「グラフィック一新、2人同時プレイ可能！」と作品紹介の字幕が流れる。なお『Vol.2』の作品紹介で「6本のゲームが楽しめる！」とあるが厳密には『Vol.1』と『Vol.2』どちらも7作品が収録されている。

## 収録作品
クレジットを入れてスタートボタンを押すと、まずゲームタイトルのセレクト画面に移る。その後モードセレクト画面（オリジナルモードかアレンジモードかを選択）のあと各作品のタイトル画面に移るようになっている。なお『Vol.2』では各作品毎にハイスコアのバックアップが搭載されている。
各作品の詳細についてはそれぞれのリンク先を参照（オリジナル作品については#オリジナルモードでの変更・追加要素も参照）。

### ナムコクラシックコレクション Vol.1
- ギャラガ
- ギャラガ・アレンジメント
- ゼビウス / スーパーゼビウス
- ゼビウス・アレンジメント
- マッピー
- マッピー・アレンジメント

### ナムコクラシックコレクション Vol.2
- パックマン
- パックマン・アレンジメント
- ラリーX / ニューラリーX
- ラリーX・アレンジメント
- ディグダグ
- ディグダグ・アレンジメント

## オリジナルモードでの変更・追加要素
全タイトル
1980年 - 1983年当時のオリジナル作品には存在しなかったエンディングが新たに設定されており、オペレーター側にて「規定のステージ（もしくはラウンド、エリア）をクリアするとエンディングに移行」か「プレイヤーが残数を全て失いゲームオーバーになるまでゲームが続くエンドレス」かの選択が各ゲーム毎に可能となっている（規定のステージ数は設定変更可能）。エンディングを迎えた場合は、プレイヤーキャラの残り数に応じたボーナス得点が加算（『ゼビウス』『スーパーゼビウス』は1機100,000点、それ以外は残数1につき10,000点）されてゲーム終了となる。
工場出荷時設定においては、各ゲームともエンディングありに設定されており、エンディングに移行する条件は以下のようになっている。
- ギャラガ - ステージ31（チャレンジング・ステージ）を終了する
- ゼビウス、スーパーゼビウス - エリア16を突破する
- マッピー - ラウンド15（ボーナスラウンド）を終了する
- パックマン - ラウンド21をクリアする
- ラリーX、ニューラリーX - ラウンド15（チャレンジング・ステージ）をクリアするか、残機がある状態でミスする
- ディグダグ - ラウンド24をクリアする

ゼビウス
インストラクションカードに表記されている通り、『スーパーゼビウス』バージョンも収録されている。モードセレクト後の作品別タイトル画面に「NORMAL MODE」（初代ゼビウス）、「SUPER MODE」（スーパーゼビウス）の選択肢があり、後者を選べばプレイできる。また隠し要素として、初代『ゼビウス』に当時存在していた各種バグを修正した「DEBUG MODE」が追加されており、隠しコマンドを入力して「NORMAL MODE」を選択するとそのモードでプレイできる。修正箇所は以下の通り。

- プログラムミスによって出現しなかった46本目のソルが出現する。
- 2プレイヤー側のソルの当たり判定のずれ（破壊時は影を狙う必要がある）が正常になる。
- 地上物の表示の順序が正常になり、ドモグラムなどがきちんと焼け跡の上を通るようになる。
- ギドスパリオ破壊時のゴミグラフィック（赤などの色の地）が出なくなる。
- ミス時のワープによるバグが起こらなくなる。

ギャラガ、ゼビウス、スーパーゼビウス、マッピー、ディグダグ
工場出荷時設定におけるエクステンド（自機追加）スコアがオリジナル版のそれとは異なっており、オリジナル版より厳しい条件となっている。
工場出荷時設定でのエクステンドスコアは以下の通り。括弧内はオリジナル版の設定。その他オリジナル版には存在しないエクステンドスコアにも設定変更可能。
- ギャラガ - 初回30,000点、2回目120,000点、以降120,000点毎（初回20,000点、2回目70,000点、以降70,000点毎）
- ゼビウス、スーパーゼビウス - 20,000点のみ（初回20,000点、2回目60,000点、以降60,000点毎）
- マッピー - 20,000点のみ（初回20,000点、2回目70,000点）
- ディグダグ - 10,000点のみ（初回20,000点、2回目60,000点）

ギャラガ、ゼビウス、スーパーゼビウス
ゲーム内ランクの上昇がオリジナルと比べ早まっている（設定変更可能）。
パックマン、ラリーX、ニューラリーX、ディグダグ（Vol.2収録の全タイトル）
デモ画面がゲームプレイ風景のみとなり、ゲーム説明などの内容のタイトルデモが流れなくなった（サービスモードのGAME OPTIONS→GAME SELECTで「USER SELECT」を設定した場合のみ。「PAC-MAN ONLY」「RALLY-X ONLY」「DIGDUG ONLY」をそれぞれ設定するとオリジナル作品同様のタイトルデモが流れる）。
パックマン
ハイスコアの初期設定が10,000点になっている（オリジナル版では0点）。
ラリーX、ニューラリーX
両作品とも元々横画面仕様だが、『ナムコクラシックコレクション』は縦画面仕様であるため、この2作もそれに合うよう画面レイアウトが変更されている。そのためレーダーのスケールが縦に縮小されているが、プレイ中にスタートボタンを押すとレーダーが横画面仕様と同じスケールになる（その代わりゲーム画面がレーダーで少し隠れる）。

## アレンジモードの共通仕様
いずれも1周で終了するようになっており、最終ステージ（もしくはラウンド、エリア）をクリアするとエンディングが流れ、各タイトル毎の法則に基づいてオールクリアボーナスが加算されてゲーム終了となる。どの作品でもコンティニューが可能だが、コンティニュー使用時は前述のオールクリアボーナスがすべて10分の1になる（『パックマン・アレンジメント』の2項目および『マッピー・アレンジメント』の1項目を除く〈後述〉）。#概要で述べた通り『ラリーX・アレンジメント』を除いて2人同時プレイが可能で、途中参加もできる。
なお、アレンジモードはどの作品も、原作のタイトルの後に『〜アレンジメント』の名がつく。

## アレンジモードの各タイトル毎の詳細（Vol.1）
ここでは、Vol.1収録タイトルのアレンジモードについて作品ごとにオリジナルとの変更点や追加要素などを紹介する。

### ギャラガ・アレンジメント
デュアルファイターの種類が増え、捕獲したボスの待機中にも捕虜を救出できるようになった。また敵の種類も大幅に追加された。敵編隊の登場のしかたもバラエティに富み、『ギャプラス』のように最初の一団を全滅させても援軍が現れるステージもある。
コインを入れタイトル画面で左右左右ABABと入力すると効果音と共にARRANGEMENTの文字がブルーメタリック調に変わり画面下にタイムが表示される。

#### ステージ構成
下記の6ゾーン、全30ステージ構成。最終ステージに登場するボス「キング・ギャラスパーク」を撃破すればクリアとなり、ファイターの残機数（1機につき100,000点）、ゲームスタートからクリアまでの時間（早いほど高得点、200,000〜0点。タイムは基本的にクリア時に初めてわかるようになっているが、隠しコマンドで常時タイムを表示させて確認することも可能）に応じたボーナスが加算され、エンディングとなる。
ステージ5、10、15、20、25はチャレンジング・ステージとなっている。
- ステージ1、6、11、16、21、26 - 宇宙空間（ゾーン名称無し）
- ステージ2〜5 - アステロイド・ゾーン
- ステージ7〜10 - ネビュラ・ゾーン
- ステージ12〜15 - ギャラクシー・ゾーン
- ステージ17〜20 - スペースプラント・ゾーン
- ステージ22〜25 - 宇宙フラワー・ゾーン
- ステージ27〜29 - エネミーコーム・ゾーン
- ファイナルステージ - ボス「キング・ギャラスパーク」戦

#### システムの変更点
2人協力（同時）プレイ時の自機の配置
2人協力プレイ時にはプレイヤー1、プレイヤー2の区別なく最初にスタートボタンを押したプレイヤーが後衛、途中参加したプレイヤーが前衛となっている。1人プレイ時は後衛の位置でプレイする。
残機と捕虜の扱いについて
他のアレンジモードとは異なり、2人協力プレイ時は残機（プレイヤーストック）も2人で共有する。画面上部中央には2人の合計得点も表示される。
本作のボスギャラガは自機が合体したあともトラクタービームを放ってくるようになっており、デュアルファイター時にトラクタービームを浴びると1機だけが捕獲されてシングルに戻る。
また2機以上が連続して捕獲されることもあり、デュアルファイター時に捕虜を救出するという事態も発生する。その場合は残機に戻るようになっており、『ギャラガ'88』とは違ってトリプルファイターにはならない。
2人協力プレイの場合、捕虜は救出したプレイヤー側に戻る仕組みとなっており（救出側が既にデュアルファイターの場合は前述の通り残機に戻る）、捕虜にはプレイヤー1・プレイヤー2の区別は無いので、他方のプレイヤーが捕獲されたものを横取りすることもできる。
オリジナル版のデュアルファイターはシングルファイターが2機横並びの状態であったが、本作ではシングルファイター2機分の横幅で1機のグラフィックデザインとなっている。デュアル状態でミスすると自動的にシングルの状態に分離され、その間は無敵である。そのため、オリジナル版のように一度に二機分失うことはない。
無敵時間はデュアルファイター時にミスしたとき以外にもファイター捕獲時やデュアルファイター合体時にも発生する。
デュアルファイタータイプの追加
本作はファイターを捕虜にしたボスギャラガの種類によってショットタイプが異なる。デュアルファイター時に捕虜を救出した場合には最後に救出したファイターを捕獲していたボスの種類に対応したデュアルファイターになる。
これを活かして、デュアル時に現在のデュアルのタイプとは別のタイプのボスギャラガに1機を捕獲させ、その際に分離して残ったもう1機で先程捕獲したボスギャラガを倒して捕虜を救出することにより、自機を失わなずにデュアルのタイプを変更、状況に応じてタイプの使い分けを行うことも可能。
以下、各ボスギャラガとそれによって救出時に変化するデュアルファイターのタイプを紹介する。
デュアルファイター・Bタイプ
青いトラクタービームを放つオリジナルのボスギャラガから捕虜を救出して合体したデュアルファイター。幅のあるウェーブタイプのショットを2連射する。範囲が広がるので性能は原作のデュアルのそれに近い。バランスが取れていて非常に使いやすい。
デュアルファイター・Yタイプ
黄色いトラクタービームを放つボスチョウチョから捕虜を救出して合体したデュアルファイター。ショットが4連射になる。弾のサイズはシングル時と変わらないので判定は小さいが、4連射が可能故に数で押す作戦をとれる。
デュアルファイター・Rタイプ
赤いトラクタービームを放つボステントウムシから捕虜を救出して合体したデュアルファイター。ショットを前方と左右斜め45°にそれぞれ2連射する。左右に発射されたショットは画面の左右両端で直角に跳ね返る。一度に広範囲に渡って計3発の弾を発射できるので広範囲をカバーできるが、弾が消えるまで次を発射できないため撃った後の隙が大きく連射ができないのが欠点。
チャレンジングステージ
40体の敵が登場し、すべての敵を撃墜すればパーフェクトボーナスが入る点は同じだが、敵を1体も倒さなかった場合（『ギャラガ'88』と違い、弾は撃ってもOK）は「オーディエンス・ボーナス」として7,650点が加算されるようになっている。また背景が回転したり高速で流れたりするようにもなっており、敵が背景に張りついて一緒に高速移動したりもする。なお、2人プレイ時には敵数が60体に増え、ボーナスは撃墜数が多い方に加算される。

### ゼビウス・アレンジメント
自機の移動速度やブラスターの弾速が速くなっており、パワーアップ要素や新たな敵キャラクターが追加された。ミスせずに進んでいくと敵弾のスピードが速くなったりするなどのオート難易度（ランク上昇）も健在だが、本作では空中物だけでなく地上物もグレードアップする場合がある（ログラムがデロータに変わるなど）。エリア数は全16エリアで変わらないが、砂漠に遺跡が追加されていたり機械要塞のような場所を通ったりと背景が変化している。ミス後の復活に関しては、1人プレイの場合はオリジナル版と同様そのエリアのスタート地点に戻されるか次のエリアに飛ぶかしての再開となるが、2人プレイの場合は『ゼビウス3D/G』などのようにその場復活になる。
エリア16の最後に登場する「アンドアジェネシス戦艦タイプ」を撃破すればオールクリアとなり、ソルバルウの残機数（1機につき100,000点）、ソルを出現させた数（1本につき5,000点、60本全てのソルを出現させるとパーフェクトでさらに1,000,000点）に応じたボーナスが加算されエンディングとなる。
また、本作には、ゲーム中に一定条件を満たすことでエンディングの後に出現する、エキストラエリアなる隠しエリア（いわゆる二周目）も存在。

#### 追加キャラクター
アイテム類を含めたアレンジモードの新キャラクターは以下の通り。オリジナル版『ゼビウス』の敵と違い、コードネームは設定されていない。アンドアジェネシスは4種の異なる形態のものになっており、オリジナル版と同様のものは登場しないが、その他のオリジナル版の敵はすべて登場する。ただし、中には新たな動きや攻撃方法が追加された敵も一部存在する（例：バキュラは前方からだけでなく逆方向の後方から前方へ移動するタイプと、横向きの左右どちらか一方方向へ動くタイプが追加。グロブダーは横向きのタイプが追加、など）。
パワーアップコア
ガルバーラに似た構造の地上物。上部のみが破壊可能で、ブラスターを投下して破壊すると後述する「アイテム」を射出する。破壊時の得点は1,000点。
アイテム
四角いカプセル状の物体。前述のパワーアップコアを破壊すると飛び出し（最初に出現させた時限定で「ITEM」と示すテロップが出る）、大きく蛇行しながら画面下へゆっくりと降りてくる。接触して回収するとザッパーがパワーアップ。パワーアップ後は得点アイテムとなり、ノーミスで獲り続けることで「2,000点→4,000点→8,000点→16,000点→32,000点→以降は64,000点で固定」と獲る度に得点が上昇していく。ミスするとパワーアップの効果も無くなり、ボーナススコアも最初からやり直し。
破壊可能弾
黄色い菱形の敵弾。ギドスパリオより飛行速度が若干遅く、その名のとおりザッパーで相殺できる。得点は10点。
ボルセス
空中物。戦闘機型の敵で、近づいてスパリオを撃つ動きはタルケンに似ているが、攻撃後は錐もみしながら横方向に離脱する。停止時にのみ攻撃するものと離脱中にもスパリオを撃ち続けるものがいて、得点は前者が80点、後者が150点。
ブラジ
空中物。自機に似た戦闘機型の敵。画面上部から出現し、停止してギドスパリオをばらまいてから離脱する。得点は200点。
バージ
空中物。戦闘機型の敵で、ザカートのようにテレポートで現れたのち画面上方へ弧を描いて飛び去っていく。スパリオを撃たないものと撃つものがいて、得点は前者が60点、後者が120点。
フロッサー
空中物。元々は同社のアーケードゲーム『グロブダー』に登場したキャラクター。弧を描いて素早く移動→停止を繰り返し、誘導弾ブラグスパリオを放つ。ゾシー、ザカートなどと同じく、ランクによってランダムで登場することに加え、必ず登場するエリアとシーンも存在。見た目で区別はつかないが3種類が存在し、得点はそれぞれ250点、300点、400点。停止時間が短いものほど得点が高い。
ガルスパリオ
空中物。ギドスパリオの集合体で、動きはギドスパリオと同じだが、その大きさと重さのため飛行速度は遅い。ザッパーを当てると4つのギドスパリオに分裂するが、ギドスパリオ自体元々速度が速いため、当てないでガルスパリオのままやり過ごす方が安全な場合もある。得点は50点。
エネザカート
空中物。名前どおりザカートと同系統の敵で、テレポート帰還時にブラグスパリオを1発放つ。ザカートと同じく出現後真下に動くものと自機に向かってくるものがいて、得点は前者が300点、後者が600点。ランク（難易度）が上がっている状態で初めて登場する。
ギャラクシアン
空中物。同社のアーケードゲーム『ギャラクシアン』の旗艦（イエローエイリアン）のような姿をしており、画面上方から集団で蛇行しながら飛んでくる。低速＆弾を撃たない、高速＆弾を撃たない、低速＆弾を撃つ、高速＆弾を撃つ、の4種類が存在し、得点はそれぞれ1,000点、1,500点、2,000点、3,000点。空中物の中では異様に得点が高い。
レイヤ
地上物。ドモグラムにスパリオの連射機能をつけたもの。攻撃だけでなく移動の性能も向上しており、高速で移動したり方向転換時にスピードアップしたりする。中にはボザログラムの逆版とも言えるような編成で、上下左右にグロブダーが囲まれた形で登場するタイプもいる。得点は1,300点。
ドラウド
地上物。ゲームコントローラの十字キーのような形状をしている。破壊可能弾を不規則に連射してくる。得点は1,200点。
エトル
地上物。破壊可能弾を3連射する。得点は1,200点。
スーパーソル
隠れキャラクターである地上物。エリア2〜16に各1本存在するが、直前のエリアのソルを全部出現させていないと（破壊はしないでも可）出現させることができない。得点は出現・破壊各5,000点。
ハイパーソル
隠れキャラクターである地上物。エリア16に6本存在し、こちらはスーパーソルを全部出現させていないと（破壊はしないでも可）出現させることができない。得点は出現・破壊各10,000点。
アンドアジェネシス（子持ちタイプ）
エリア4・16に登場。本体の四隅に備え付けられた、外見がゾシーを大きくしたような4つの球体（子機）が分離、独立して、本体の周囲を回転しながらスパリオをばらまいてくる（こちらも地上物扱い）。この子機は分離する前は破壊することができない。なお、本体自体の外見構造、攻撃方法はオリジナル版のアンドアジェネシスとほぼ同様。コアに弾を撃ち込んだ場合は、分離前後を問わず、残っている子機も同時に破壊される。エリア4と16のものとでは基本的に攻撃方法は変わらないが、後者のものは前者に比べると分離後の子機の動きがかなり速くなっている他、護衛がザカートに加えてブラグザカートが大量に出現するようになっており、かなり手強くなっている。得点はコア6,000点、アルゴ各1,200点、分離後の子機は各1,100点。
アンドアジェネシス（小型タイプ）
エリア8に登場。計3基の、このタイプのアンドアジェネシスが同時に登場する。コアの左右それぞれに、スパリオを発射してくる小さな砲台が搭載されている（破壊することはできない）。別々に動く3基のアンドアジェネシスを破壊しなければならない。得点は各3,000点。このタイプのアンドアジェネシスは後に『ゼビウス3D/G』にも中ボスとして再登場した。
アンドアジェネシス（空母タイプ）
エリア12に登場。オリジナル版のアンドアジェネシスに似ているが前後左右にカタパルト（破壊不可）を備え、左右からゾシー（時間が経つとブラグザカート）、前からテラジ、後ろからジアラ（画面外へ飛び去ってから通常と同じように出現する）といった空中物を次々と放出する。得点はコア8,000点、アルゴ各1,200点。
アンドアジェネシス（戦艦タイプ）
エリア16に登場する、本作の最終ボス。前面に6つある特殊砲台から破壊可能弾・ブラグザカート放出などの様々な攻撃を繰り出す。他のアンドアジェネシスとは違い、コアは2つある。また、各コアの前後にそれぞれアルゴが隣接する形で設置されている（コア破壊時は破壊されたコア側のアルゴのみ機能停止する）。得点はコア各5,000点、アルゴ各1,200点、特殊砲台各1,000点。先程記した通り本作の最終ボスでもあるため、他のアンドアジェネシスと異なり、撤退することは絶対になく、こちらが破壊するまで残り続ける。コア2つにブラスターを撃ち込んで破壊するとエンディングに突入する。

#### エキストラエリア
全16エリアをコンティニューなしでクリアすると、スタッフロールの後にメッセージと共に隠しエリアであるエキストラエリアに突入する。途中参加およびコンティニューは不可。
EXTRA1、EXTRA2、EXTRA3の全3エリア構成。EXTRA1からスタートし、通常エリアとEXTRA1をノーミスで突破すればEXTRA2へと進むことができる。途中で1度でもミスをした場合はEXTRA1突破で終了。さらに通常エリアで全60本のソルを出現させていれば、EXTRA3へと進める（EXTRA2でミスしても可。ただし通常エリアとは異なり、前述の条件を満たしている状態でかつミス時に7割以上突破していても、次のEXTRA3へ移行することはできない）。ソルを全て出現させられなかった場合はEXTRA2突破で終了となる。つまり、全エキストラエリア完走の条件を要約すると、「通常面でソルを全60本出現させて、かつ全通常エリアからEXTRA1突破までノーミス」となる。
突入条件が厳しいだけに、このエリア自体の難易度も非常に高く（敵の数・弾幕が通常エリアと比べて圧倒的に多い、至る所にガルデロータの大群が設置されているなど）、クリア自体も困難となっている。通常エリアとは異なり、ソルやスペシャルフラッグといった隠れキャラクターは一切登場しない。
自機が全滅すれば即終了。最終エリアを突破すると、進めたエリアに応じたボーナスが加算されて終了となる（EXTRA1：300,000点、EXTRA2：500,000点、EXTRA3：1,000,000点）。

### マッピー・アレンジメント
プレイ画面は上下に分割されており、プレイヤー1の画面が下側に、プレイヤー2の画面が上側に表示される（ボーナスラウンドを除く）。1人プレイ時でもこれは同じなので、このときはプレイ画面が半分のみとなる。このため館の構成がオリジナル版では6フロア+屋根裏であるのに対し、本作では4フロア+屋根裏となっている。また2人同時プレイとの兼ね合いからミスしても敵の配置がリセットされず、敵がそのまま動き続けた状態で主人公がスタート地点に復活するようになっている。ボーナスラウンドは1画面での上方向スクロールとなっている。『Vol.1』収録作品で唯一、海外を含めても本作は家庭用に移植されていない。

#### ラウンド構成
全25ラウンド構成。ラウンド4、8、13、17、21はボーナスラウンド、ラウンド12、25（最終ラウンド）はボス「メカニャームコ」との対決ラウンドとなる。通常ラウンドを3ラウンドクリアする毎に、館の外観（ステージ）が変わり、全部で6種類のステージが存在。ラウンド25の最終ボスのメカニャームコを倒すとエンディングとなり、マッピーの残り数（1体につき100,000点）・「HURRY」を出さなかったラウンド数（1ラウンドにつき100,000点。最高で5つのボーナスラウンドを除く20ラウンド分、コンティニュー使用でも10分の1にはならない）・全通常ラウンドでターゲットを「ラジカセ→テレビ→マイコン→モナリザ→金庫の順、つまりターゲットを得点が昇順で、かつ全てをペア取り」を決めたか否か（達成で1,000,000点）に応じてボーナス得点が加算される。
- ラウンド1〜3 - 洋館（洋風屋敷編）
- ラウンド5〜7 - 積木の館（おもちゃ屋敷編）
- ラウンド9〜11 - お菓子の館（お菓子屋敷編）
- ラウンド14〜16 - 木の館（ログハウス編）
- ラウンド18〜20 - カジノの館（カジノハウス編）
- ラウンド22〜24 - 機械の館（機械仕掛け編）
  - なお、ボス戦（ラウンド12、25）も「機械の館」ステージで行われる（BGMは異なる）。

マッピーがパワードアを開け、そこから出たマイクロ波をメカニャームコに当てるとダメージを与えられる。ボスラウンドのパワードアに限り、開けた後閉じることにより時間経過で効力が回復する。ラウンド12は9発、ラウンド25は17発マイクロ波を当てると倒せる。
メカニャームコは体当たり攻撃の他、「ご先祖様」を飛び道具代わりにして攻撃してくる（その「ご先祖様」は着地してから一定時間経つと消滅する）。ある程度ダメージを受けると体が赤くなり、動きも速くなる。他の敵と比べて体が非常に大きく、その分体当たり時の攻撃判定も大きくなっているため、ボスに相応しい強さを誇る。また、このラウンドのみ「無限トランポリン」という特殊なトランポリンが登場する（詳細は#仕掛けを参照）。また、本作はサングラスをかけたミューキーズがいる。そのミューキーズはたまに異常な行動を起こしたり、うつ伏せになったりする。うつ伏せになっても効果はなく、すぐに起き上がる。

#### 仕掛け
本作の仕掛けはドア、パワードア、トランポリンとそれらの派生およびベルが主となり、新たに追加された仕掛けは跳ね上げ床のみで、落とし穴は登場しない。オリジナル版と異なり、ラウンド中に「HURRY」が出た後はマッピーがトランポリンに乗ったり、ネコたちを気絶させたりしても得点は加算されない。また、ミューキーズが追加で出現することもない。
以下、仕掛けの名称は本稿で便宜上のものである。
トランポリン
特徴はオリジナル版のものとほぼ同様。
厚みのあるトランポリン
マッピーが着地なしで2回乗る毎に緑→青→黄→赤と色が変わり、赤になって2回乗ると破れるトランポリン。
復活トランポリン
マッピーが破っても、その直後に復活するトランポリン。
無限トランポリン
ボスラウンドのみ登場。マッピーが着地なしで何度乗っても破れることはないが、乗って上下移動している間でも敵（敵が射出した「ご先祖様」も含む）に触れるとミスになる。
ドア
パワードア
ドア、パワードアは左右両方にドアノブが付いたものが登場し、通常のドアのみネコたちはどちらの方向からも開けられる。パワードアはマッピーが開けるとマッピーがいる方向にマイクロ波が飛んでいく。ボスラウンドのパワードアに限り、開けた後閉じることにより時間経過で効力が回復する。ラウンド24ではパワードアは登場しない。
ベル
特徴はオリジナル版のものとほぼ同様。オリジナル版では館の左右両端にのみ設置しているのに対し、本作では館の中央部に設置されているラウンドもある。
跳ね上げ床
本作で新たに追加された仕掛け。マッピーが跳ね上げ床と同じフロアにいて、かつその方向を向いている時、ドアボタンを押す毎に跳ね上がったり倒れたりする。跳ね上がっている状態ではマッピーはそのまま先へ進めないが、ネコたちは倒して進んでくる。倒れている状態でマッピーがその上におり、ドアボタンを押すと床が跳ね上がるとともにマッピーも上のフロアへと跳ね上がる。また跳ね上がっている状態でマッピーがそれに隣接して、対向からネコたちが来て床を倒していくとマッピーは下のフロアへと落とされる（これを上手く使わないと低得点順にターゲットをペアで獲れない面も存在する）。ネコたちがこれで跳ね上がったり落とされたりすると気絶する。

#### 隠し要素
隠しコマンドを入力してからゲームスタートすると、マッピー・ニャームコ・ミューキーズのグラフィックが一般的なネズミやネコの姿に変化する「リアルモード」でプレイできる。

## アレンジモードの各タイトル毎の詳細（Vol.2）
ここでは、Vol.2収録タイトルのアレンジモードについて作品ごとにオリジナルとの変更点や追加要素などを紹介する。

### パックマン・アレンジメント
新しいモンスターとして眼鏡をかけた金色のキンゾー（キンキー）が追加され、他のモンスターと合体することによりパワーアップするようになった。ただし、キンゾー自体はパワーエサが適用されていない時でも常にイジケ状態なので合体する前に食べることが可能。また、『パックマニア』同様アカベエが怒って目を尖らせるとスピードアップするが、後半のラウンドでは他のモンスターも怒ってスピードアップするようになる。新たな仕掛けとしてアイテムが登場し、ジャンプポイントおよびダッシュポイントが追加されたラウンドも存在。『マッピー・アレンジメント』と同様、ミスすると敵がそのまま動き続けた状態で主人公が復活する。

#### ラウンド構成
6つのワールド（ワールド0は2ラウンド、ワールド1〜5は各4ラウンド）と最終ボスラウンドの計23ラウンド構成。最終面となるラウンド23をクリアすると、パックマンのストック数（1体100,000点）、モンスターを食べた数（1匹につき1,000点、キンゾーとの合体分は1匹につき2匹でカウント、最終面のロボットゴーストも含まれる、※コンティニューしても10分の1にならないが数はそれ毎にリセットされる）、フルーツターゲットを食べた数（1個につき2,000点、※前に同じ）に応じたボーナスが加算されエンディングとなる。
- ワールド0（ラウンド1、2） - ブロックタウン
- ワールド1（ラウンド3〜6） - メイズエリア
- ワールド2（ラウンド7〜10） - アクアエリア
- ワールド3（ラウンド11〜14） - ジャングルエリア
- ワールド4（ラウンド15〜18） - 古代遺跡
- ワールド5（ラウンド19〜22） - モンスター前線基地
- 最終ラウンド（ラウンド23） - 前半と後半に分かれている。
  - 前半(中ボス・ロボットゴースト隊)：次々と出現する、4種類のモンスターをコピーしたロボットゴーストをかわしながらエサを食べていき、一定数食べると出現するスーパーエサを食べてロボットを全滅させるのが目的。一定数のエサを食べるとさらに新しいロボットが出現していく（と同時にその前に登場した種類のロボットを撃破できるスーパーエサが現れる）。ロボットは、アカベエ（2匹）、ピンキー（3匹）、アオスケ（4匹）、グズタ（4匹）の順に、カッコ内の数だけ現れる。
  - 後半(最終ボス・エンペラーゴースト)：エンペラーゴーストをかわしながらエサを食べていき（一定数食べるごとに色が変わって動きのパターンが変化し、動きも速くなる）、全てのエサを食べると出現するジュニアパックマンを取ることで、このエンペラーを撃破するのが目的。エンペラーを撃破するとエンディングとなる。

#### エサの種類
パックマンが食べるべきエサの種類もオリジナル版より追加されている。
エサ（10点）
パワーエサ（50点）
- 特徴はオリジナル版のものとほぼ同様。パワーエサについては「P」の文字が記されている。

エサ（大）（20点）
- 特定ラウンドより登場。大きさは通常のエサの4倍。食べている間は通常のエサよりも移動スピードの低下が著しい。合体グズタが設置するエサもこのタイプ。

膨張縮小エサ（10 - 50点）
- 特定ラウンドより登場。一定間隔で膨張と縮小を繰り返す。得点は膨張と縮小の度合によって異なる。最大膨張時に食べると移動スピードの低下が最も著しくなるが、高得点になる。

#### キンゾーと合体モンスターの特徴
冒頭で記した通り、他の4種類のモンスターとキンゾーが合体すると強化される。この強化された合体モンスターをイジケ状態にしてパックマンが食べると得点が2倍になるのに加えて、その次の倍率上昇も先程の2倍されて算出されたスコアにかかるようになっている（例：2匹目に食べた場合だと「元々の200×2=400点×それにキンゾー合体分で2倍=800点」となるため次の3匹目は「前の800点×2倍=1600点」となり、その次の4匹目が3200点。また合体されたキンゾーが2匹以上いる場合は、上記までの法則に当てはめて計算して算出された3200点(もしくは次回3200点の時に合体モンスター食べたことによる2倍の6400点)を経て、それ以降の素点は7650点となっている）。キンゾー自身は他のモンスターと合体しようと追いかけるように素早く動くが、常にイジケ状態でどんな状況でも食べることが可能な上に、食べるとパワーエサと同様に他のモンスターもイジケ状態になる（ただしパワーエサの時よりもイジケ状態になっている時間はかなり短い。またこの場合の得点の倍率上昇は起点となったキンゾーからの適用となるため、最終的に5匹目で1600×2=3200点となる）。この合体前のキンゾー1匹につき、パワーエサや後述するアイテム・魔法の杖の状態が適用されているか否かを問わず、1回食べるとそのラウンドから退場させることが可能。ただし、一度合体されてしまうとそのラウンド中は分離することができない。ちなみに、出現するキンゾーの数は、「基本数分の◯匹+予備1匹」となっており、◯内は1匹から開始、ワールド0から1へ移行する時とワールド4から5へ移行する時を除いて、ワールドが1つ進むごとに1匹ずつ増えてゆき（ただし一度に出現できる数は後述する予備含めて1匹までで、食べられて退場するか合体された際に、まだ未登場のキンゾーが残っていると新たに出現する）、最大でワールド4、5の4匹、即ち最終的に全4種類のモンスターが全てキンゾーと合体される恐れが出てくるようになる。また予備分の1匹は、こちらが1匹でも食べた際に初めて追加される分となっている。
以下、各合体モンスターの外見における特徴と攻撃について記す。
- 合体アカベエ - 頭に角が生えているのが特徴。パックマンと横位置が同じになるとその方向へかなりの高速で突進して体当たりしてくる。ただし突進後の隙も大きい。
- 合体アオスケ - サングラスをかけている。自らの分身を発生させる。分身は本体と左右対称に動き、イジケ状態になると消える。
- 合体ピンキー - ウサギの耳が生える。突然パックマンのいる付近にジャンプしてくる（着地地点は◎のマークで表示）。
- 合体グズタ - 一回り太りだす。パックマンがエサを食べた通路上に新たにエサを設置してくる。

#### 仕掛け
本作において新たに、フィールド上に以下の2種類の仕掛けが追加された。この仕掛けが登場するラウンドはそれぞれ固定されている。
- ジャンプポイント - 外見は「JUMP」と書かれた矢印。この各ジャンプポイント自体は各色ごとに分けられており、乗ると同じ色のジャンプポイントへワープできる。ワープ中からワープ後の少しの間は無敵状態でモンスターに触れてもミスにならないが、モンスターも使ってくる。また、無敵時間はラウンド開始から時間が経つごとに短くなってしまう。一部のラウンドはこのジャンプポイントだけが橋渡しとなっている（=使わないと移動できない）地点も存在する。

- ダッシュポイント - 外見は「DASH」と書かれた矢印(時間が経つと矢印のみの表示となる)。この矢印の上に乗った状態でその矢印方向へレバーを入力するとその矢印方向へ高速ダッシュができる。ダッシュ状態は壁に当たるまで維持され、このダッシュ状態中はモンスターに触れてもミスにならない無敵状態となっており、さらにモンスターに当たるとそのモンスターは目を回して少しの間よろめかせることができる。このダッシュポイントのある通路上に上手くモンスターをまとめた状態でパワーエサを食べれば一度に複数を食べて高得点を狙うことも可能。使用できるのは各ポイントにつき1回のみ。ジャンプポイントと異なりモンスターは使用しない。

#### フルーツターゲット
オリジナル版同様、各ラウンド毎に2回ずつフルーツターゲットと呼ばれるボーナス得点物がモンスターの巣の下部に出現する。出現方法はエサを一定数食べること。フルーツターゲットはオリジナル版より種類が増えて13種類となる。
- ラウンド1 - パイナップル（100点）
- ラウンド2 - キノコ（200点）
- ラウンド3 - チェリー（300点）
- ラウンド4 - ピーチ（500点）
- ラウンド5、6 - ストロベリー（700点）
- ラウンド7、8 - オレンジ（1,000点）
- ラウンド9、10 - バナナ（2,000点）
- ラウンド11、12 - ブドウ（3,000点）
- ラウンド13、14 - ナス（4,000点）
- ラウンド15、16 - ボス・ギャラクシアン（5,000点）
- ラウンド17、18 - ベル（6,000点）
- ラウンド19、20 - 鍵（7,000点）
- ラウンド21、22 - 南京錠（8,000点）

#### アイテム
フルーツターゲットとは別に、パックマンの助けとなるアイテムが当作で追加された。

##### 通常ラウンドのアイテム
各ラウンドで条件を満たすと2回まで、パックマンのスタート地点に出現する。出現するアイテムの種類には法則があり、各ラウンド開始からワールド0〜2は4匹目と8匹目、ワールド3〜5は2匹目と6匹目に食べたモンスター（イジケまたはプレゼントボックス状態）の種類で決まり、モンスターの状態変化終了後に出現する。該当モンスターが合体後のモンスターだった場合は、キンゾーと合体された側のモンスターが適用される。この各アイテムもフルーツと同様に出現からしばらくすると消滅して取れなくなってしまうので注意が必要。
- レッドカプセル - 上記該当モンスターがアカベエの時に出現。パックマンの移動スピードが上昇する。一定時間経過かミスするまで有効。得点1,000点。
- ブルーカプセル - 上記該当モンスターがアオスケの時に出現。パックマンに分身が付き一緒にエサを食べてくれる。分身（半透明で頭に「’」のマークが付く）は本体と左右対称に動き、モンスターたちは分身のほうを追いかけるようになる。ただし合体ピンキーのジャンプはパックマン本体を狙ってくる。一定時間経過かミスするまで有効。以上のような利点があるものの、本作のステージはパワーエサが左右対称にそれぞれ一つずつ設置されているため、分身がいる状態かつ左右両方にパワーエサが残っている状態で、どちらかを食べると一度に2つを食べてしまうという欠点もある(同じく左右対称に存在するダッシュポイントの場合も同様)。得点1,000点。
- ピンクカプセル - 上記該当モンスターがピンキーの時に出現。一定時間モンスターの巣に壷が現れて、モンスター全員がそこへ吸い込まれ強制的に戻される。時間が経つとモンスターはアカベエ、ピンキー、アオスケ、グズタの順に1匹ずつ間を置いてフィールドに復帰していく。得点1,000点。
- オレンジカプセル - 上記該当モンスターがグズタの時に出現。パックマンがエサを食べている間の移動スピードが落ちなくなり、エサの無い通路を移動中のスピードでエサを食べることができる。ミスするかラウンドクリアか他のアイテムを取るまで有効。得点1,000点。

以下の4つのアイテムは上記該当モンスターが合体前のキンゾーの時に何れか1つがランダムで出現する。
- 魔法の杖 - モンスター全員が一定時間プレゼントボックスに変化し、パックマンはそれを食べることができる（1つにつき1,000点。ただしイジケ状態と異なりキンゾーと合体されたモンスターの変化を食べても2倍にはならない）。また、パワーエサのイジケ状態と異なり、食べた後はすぐに目だけがモンスターの巣に戻って復活せず、効果時間終了まで目だけの状態でその場に留まってもくれる（実質無敵状態）。得点1,000点。
- 壷 - ピンクカプセルと同じく一定時間モンスターの巣に壷が現れて、モンスター全員がそこへ吸い込まれ強制的に戻される。一定時間後に1匹ずつ間を置いて復帰する点と復帰するモンスターの順番も同様。得点1,000点。
- ジュニアパックマン - パックマンが1体追加（エクステンド）される。得点0点。
- ゴールドカプセル - 何の効果もないハズレアイテム。得点100点。

##### 最終ラウンドのアイテム
- スーパーエサ - 最終面（ラウンド23）の前半で一定数毎にエサを食べると出現。赤、青、ピンク、オレンジの4種類あり、食べると、その色に対応したロボットゴーストを撃破できる。出現場所は中央4マスそれぞれで、各色ごとに決まっている。
- ジュニアパックマン - 最終面の後半でエサをすべて食べると出現。前述のエクステンドアイテムと異なり黄色と緑に交互に色変わりする。取ると最終ボスのエンペラーゴーストを撃破できる。スーパーエサと異なりこちらは出現場所はランダム。得点100000点。

### ラリーX・アレンジメント
本作のアレンジモードの中では唯一1人プレイ専用となっている。アイテムの要素が加わり、敵車の種類も増加している。新たな障害物としてオイルが加わり、自車がその上を通るとスピンしてほんの少しの間操作不能になる。また、ラウンド8〜10の「古代遺跡」はマップが5つのゾーンに区切られており、ゾーン間の移動はワープホールを通過することにより行う（赤いホールから入って青いホールへと出る）。自車が岩にぶつかってミスしても、その岩も砕け散るようになり、次の自車はその上を通行できる。アレンジモードで唯一スコアに100万点の桁が存在せず、999,990点でカウンターストップする。『Vol.2』収録作の中で唯一、本作は海外を含めても、家庭用には移植されていない。

#### ラウンド構成
全15ラウンドで構成されており、最終面のラウンド15はチェックポイントを全て取ったのちに、マップ上の中心部に現れるチェッカー（「FINISH」門）を抜けるとクリアとなり、自車のストック数（1台につき100,000点）、各通常ラウンドでスペシャルチェックポイントを最初に通過したラウンド数（ラウンド数2×1,000点、全12ラウンド達成でパーフェクト200,000点）に応じたボーナスが加算される。自車がトータルで煙幕を発射した数と、ゲームスタートから全面クリアまでの時間が表示されるがボーナスの対象にはならない。その後エンディングになる。
- エリア1（ラウンド1、2） - 公園
- エリア2（ラウンド4〜6） - 砂漠
- エリア3（ラウンド8〜10） - 古代遺跡
- エリア4（ラウンド12〜14） - 山岳
- エリア5（ラウンド15） - 都会
- ラウンド3・7・11 - チャレンジング・ステージ

#### 「アイテムチェックポイント」の追加
通常チェックポイントが緑の旗であるのに対し、青い旗になっている。場所は特定されておらずアイテムチェックポイントを通過する毎にランダムに通常チェックポイントから変化する。レーダー上では緑の点で表示。取ると画面下の「NEXT ITEM」欄に表示されたアイテムの効果を得ることができる。表示された効果が気に入らなければ、通常チェックポイントを通過することにより表示内容を変更できる。ラウンド中に自車のFUELが全て無くなると「NEXT ITEM」欄に何も表示されなくなり、アイテムチェックポイントを通過しても何の効果も得られなくなる。
主なアイテムの効果を以下に示す（アイテム名のアルファベット順）。
- ATTACK - 自車が一定時間無敵になり、体当たりで敵車、岩を破壊できる。強力なアイテムだがその分効果時間は短い。
- BOMBER - ボタンを押すことで煙幕の代わりに爆弾が設置可能になり、それに衝突した敵車を破壊する。5個まで設置可。なお、設置してから一定時間経過すると爆発、その爆風に触れた敵も破壊される。
- BONUS - 7,650点のボーナスポイントが加算される。
- CRASH - ラウンド上の岩が全て破壊され、その上を通行できる。
- E、X、T、E、N、D - 「E、X、T、E、N、D」のいずれか1文字を取ると、取得した文字が点灯し（画面左下に表示）、6文字全てを揃えると自車が1台追加される。一度取得した文字は6文字を完成させるまで出現しないため、重複の心配は無い。なお、このゲームには得点による自車追加は無い。
- FUEL - FUELの残量が回復する。最後に取った場合、このアイテムにより加算された分の燃料もボーナス得点に加算される。
- SLOW - 敵車が一定時間スピードダウンする。
- SPEED UP - 自車が一定時間スピードアップする。
- RADAR - レーダーに映らない敵車「ドラッグ」が映るようになり、レーダー上でのラッキーチェックポイントの位置が点滅するようになる（スペシャルチェックポイントよりも点滅間隔が長い）。
- RUN AWAY - 敵車が一定時間自車から逃げ出す。最後に取ると効果がないアイテム。

#### 敵車タイプの追加
- フォーミュラー - ラリーXの敵車と同デザイン。自車をしつこく追いかける。
- ツーリング - 普段の動きは遅いが自車の後ろにつくと急加速して追突しようとする。
- ネオ・フォーミュラー - ニューラリーXの敵車と同デザイン。自車と同じ特性を持ち、自車が近づくと煙幕を出して逃げる。煙幕は自車に対してのみ有効。煙幕に触れると一定時間動けなくなってしまう。
- ドラッグ - レーダーに映らない敵車。アイテム「RADAR」取得によりレーダーに映るようになる。

#### 「チャレンジング・ステージ」のルール変更
チャレンジング・ステージは敵車は一切出現しない岩に囲まれた狭いコースを時間内にスタート地点からゴール地点まで走りぬけるルールに変更され、このラウンドのみ岩にぶつかってもミスにならない仕様に変更された。そのためオリジナル版と異なり、チャレンジング・ステージで自車を失う危険性がなくなった。残り時間は通常ラウンドでは次回のアイテムが表示されている箇所に表示される。
前述の通り、岩にぶつかってもミスにはならないがFUELが減少する。またコースの10箇所に設置してあるフラッグを続けて取ると100、200…1,000点と得点アップしていくとともに自車のスピードもアップする（フラッグは全て取る必要は無い）。時間切れで終了。時間内にゴールできれば、クリアボーナス（5,000点）、岩に無衝突クリアでノーダメージボーナス（5,000点）、およびFUELの残量に応じたボーナス得点が加算される（残り時間はボーナスの対象にはならない）。

### ディグダグ・アレンジメント
新たな敵キャラクターやパワーアップ用のアイテム、ボスラウンドが追加された。また時間が経って敵の動きが速くなる際には「Hurry Up」と表示されるようになり、さらに長時間居座っていると、主人公を追い回す無敵キャラクターが現れるようになっている。『マッピー・アレンジメント』と同様、ミスすると敵がそのまま動き続けた状態で主人公が復活する。

#### 対戦要素
2人同時プレイ時には対戦を煽る要素が多数盛り込まれている。基本攻撃の銛は他プレイヤーにも突き刺すことが可能で、破裂させると相手をミスに追い込めるだけでなく、10,000点のボーナスが得られる。スコアはラウンドごとに集計され、ラウンド内のスコアが多い方が勝利者となり、全体マップに勝利ラウンドと累計勝利数が表示される。コンテニューか途中参加するとラウンド内のスコアは0点になるが、スコアの合計点とラウンド勝利数は引き継がれる。

#### ラウンド構成
本作では地上部分も背景が描き込まれており、数ラウンド毎に背景が大きく変化する。なお、ラウンド12・24・30・40・50はボスラウンドである。BGMも背景別に用意されており、特に月面エリアのBGMは『ディグダグII』のアレンジになっている。
ボスラウンドを含めて全50ラウンド構成で、ラウンド50の巨大ファイガーを倒すとクリアとなり、クリアボーナス（100,000点）および、主人公の残数（1人につき10,000点）、攻撃用の仕掛け（大岩、コズモボール除く）で敵を潰した数（1匹につき500点）に応じたボーナス得点が加算されエンディングとなる。
- ラウンド1〜6 - 大自然エリア
- ラウンド7〜11 - 工場エリア
- ラウンド13〜19 - 砂漠エリア
- ラウンド20〜23 - 遺跡エリア
- ラウンド25〜29 - 氷原エリア
- ラウンド31〜39 - 月面エリアA
- ラウンド41〜49 - 月面エリアB

#### 仕掛け・地形
岩（攻撃用の仕掛け）の種類も増えている。攻撃用の仕掛けは、いずれも主人公が巻き込まれるとミスになる。
岩
コンテナ
攻撃用の仕掛け。オリジナル版の岩と同じで、真下の土1ブロックを掘ると穴の続く限り落下する。コンテナは月面エリアで岩の代わりに出てくるもので、同社の落ち物パズル『コズモギャング・ザ・パズル』のそれと同じデザインになっている。
大岩
攻撃用の仕掛け。通常の岩の4倍のサイズの巨大な岩で、真下の土2ブロックを掘ると動き出し、下にある土を削りながら画面の最下部まで落下する。
コズモボール
攻撃用の仕掛け。『コズモギャング・ザ・パズル』のボールと同様のもので、落とすと穴に沿って転がっていき（矢印の方向に優先的に転がり始める）、軌道上にいる敵をすべて跳ね飛ばして倒すことができる。行き場のない場所で左右に往復すると消滅する。縦横に動くので、巻き込まれる危険が最も高い仕掛けといえる。
パイプ
ブロック
掘れない障害物。岩や大岩もこれに当たると止まって消える。敵は目変化で通過してくる。

#### アイテム

##### ベジタブルターゲット
オリジナル版と同様の得点アイテム。出現条件も同じで攻撃用の仕掛けを合計2個落とすと出現する。全部で22種類。本作ではプレイヤー1のスタート位置の左隣が出現場所になっている。

##### パワーアップアイテム
本作の新フィーチャーの一つ。それぞれ条件を満たすと、ラウンド開始から10秒後にいずれか一つが出現する。出現場所はプレイヤー2のスタート位置の右隣。効果の持続するものは、ミスするとすべて失ってしまう。なお、出現条件に（＊）のついたものは基板の電源を入れた時点からの累計でカウントされる。
＊参考文献には「アイテム」と書かれているが、ここではベジタブルターゲットと区別するため「パワーアップアイテム」と表記する。
靴
出現条件：320ドット分歩く。ただし土を掘って移動した分はノーカウント。（＊）
効果：主人公の移動速度が通常の1.2倍になり、得点100点が加算される。
ポンプ（赤）
出現条件：銛を32回発射する。（＊）
効果：銛が通常より16ドット分長くなる。得点200点。
ポンプ（水色）
出現条件：敵を16体破裂させる。（＊）
効果：銛の射出速度が通常の1.3倍になる。得点200点。
ポンプ（緑）
出現条件：ポンプで96回空気を送る。（＊）
効果：ポンプで敵を膨らませる速度が通常の2倍になる。得点200点。
ポンプ（黄色）
出現条件：2人プレイ時に4回以上ミスまたはコンティニューする（＊）
効果：赤・水色・緑3つのポンプを合わせた効果。得点400点。
錠前
出現条件：256キャラ分穴を掘る。
効果：1回のみ、ミスしてもパワーアップアイテムの効果が無くならない。得点1,000点。
砂時計（緑）
出現条件：敵を3体逃がす。
効果：敵全員が最大まで膨らんだ状態のまま10秒間停止する。得点1,000点。
砂時計（赤）
出現条件：主人公を追い回す無敵キャラクターを2回出す。
効果：取った瞬間ハリーアップ状態になる。得点5,000点。
ロッド（黄色）
出現条件：岩を20個落とす。
効果：画面上方から隕石が降り注ぎ、当たった敵を倒す。得点1,000点。隕石は土を掘りながら最下段まで落下し、主人公には無害。
ロッド（水色）
出現条件：コズモボールを6個落とす。
効果：画面上方から光線が降り注ぎ、当たった敵を倒す。得点1,000点。光線は土をある程度掘ると消えてしまうが、その分降る数が多い。また光線は主人公には無害。
光線銃
出現条件：靴・ポンプを計6個取る。
効果：光線を撃てるようになり、離れた敵も倒せる。弾数は8発。光線は敵を貫通するが、土や壁に当たると消える。得点2,000点。
バリア
出現条件：敵をコズモボールで16体倒す。
効果：一定時間主人公の周りにバリアが張られ、敵の攻撃をすり抜けられる。得点1,000点。
スペシャルフラッグ
出現条件：10回ミスする。もしくは岩やコズモボールで敵を50体倒す。
効果：主人公が一人追加される。得点100点。
天秤（緑）
出現条件：ベジタブルターゲットを4、8、16、24個取る。
効果：ベジタブルターゲットがラウンド開始後10秒で自然に出現するようになる。得点1,000点。
天秤（黄色）
出現条件：ノーミスで6面進む。
効果：敵を倒すたびに指輪やネックレス（得点アイテム）が出るようになる。得点1,000点。
ネックレス
出現条件：天秤（黄色）の効果がある状態で、岩・コンテナで敵を倒す（潰れて消滅した敵の場所に出現）。
効果：得点アイテム。2,000点加算される。
指輪
出現条件：天秤（黄色）の効果がある状態で、岩・コンテナ以外で敵を倒す（倒した敵の場所に出現）。
効果：得点アイテム。500点加算される。
ひょうたん（茶色）
出現条件：パワーアップアイテムの出現条件を一つも満たさない。
効果：ハズレにあたるアイテム。10点が加算される以外何も起こらない。
ひょうたん（緑）
出現条件：32分の1の確率で出現。
効果：得点10点が加算され、以下の効果のうちいずれか一つがランダムで表れる。
- 100点〜5,000点までのランダムな点数が加算される。（出現確率15%）
- 独楽が出現し、コズモボールと同じ軌道で動いて当たった敵を倒していく。（出現確率15%）
- アイテムの指輪とネックレスが合計10個、画面中に散らばって出現する。（出現確率15%）
- 取った瞬間ハリーアップ状態になる。（出現確率20%）
- 画面中の攻撃用の仕掛けがすべて割れて使えなくなる。（出現確率10%）
- 画面中の土がすべて掘られた状態になって無くなってしまう。攻撃用の仕掛けも全部落ちてくる。（出現確率15%）
- 画面中でボールのようなものが破裂し、敵が全滅する。（出現確率10%）

#### 敵キャラクター

##### ザコキャラクター
プーカァ・ファイガーに加え、以下のような敵が登場する。なおファイガー・ネオファイガー・ユニコーン・ドドンガドンは横から破裂させると得点が2倍になる。
ネオプーカァ
灰色をしたプーカァの強化版。通常のプーカァよりも移動としぼみのスピードが速い。
ネオファイガー
赤い色をしたファイガーの強化版。ネオプーカァと同じく移動としぼみのスピードが速く、吐く炎も長い。本作のファイガーは、炎を吐く直前に下を向くようなポーズをとるようになった。
ユニコーン
頭に角を生やした黄色い敵。横方向に主人公を見つけると突進してくる。突進中は薄い壁なら突き破る。
誘爆ロボ
赤黒い人型ロボット。破裂させると爆発し、周囲（誘爆ロボを中心に64×64ドットの範囲）の敵を巻き込んで倒してくれる。爆風は主人公には無害。
ブラックディグダグ
主人公と同じ能力を持つ敵。土を掘りながら主人公に向かってきて、近づくとポンプで攻撃してくる。破裂させられるとミスになるが、ボタン連打で抵抗したり防いだりすることが可能。
ドドンガドン
元々は同名のエレメカのキャラクター。飛び道具を持つ敵で、進行方向に火の玉を吐いて攻撃してくる。火の玉は土を半ブロックほど掘ってしまうため、これで岩が落ちてくることもある。なお、終盤にはこれを利用したトラップ面（スタート地点から動かないと大岩などが落ちてきてやられてしまう）も存在する。また、しぼむ速度が非常に早いので、歩きながらポンプを連打しないと倒すことができない。
コズモ
エレメカ『コズモギャングズ』やシューティングゲーム『コズモギャング・ザ・ビデオ』などに登場したキャラクター。基本的にプーカァと同じだが、時折その場にとどまって眠りだすので動きが予測しづらい。

##### ボスキャラクター
前述の通り、特定のラウンド（マップ画面で塔のような建物のある場所）にはボスキャラクターが待ち受けている。ボスキャラクターにはポンプは効かず、「誘爆ロボの爆風」か、「光線銃（ラウンド開始時とミス後に特定の場所に配置される）の光線」でのみダメージを与えることが可能。攻撃手段はラウンドによって決まっており、どちらか一方しか使えない（前者がラウンド12、30。後者がラウンド24、40、50）。四隅からはザコが出てくるが、ボスラウンドではザコを倒しても得点は入らない。
巨大プーカァ
ラウンド12および40に登場。撃破時の得点はそれぞれ20,000点、76,500点。1回目と2回目でボスの強さは変わらないが、2回目はザコの援護が強化されておりドドンガドンばかり登場する。
巨大ファイガー
ラウンド24、30、および50に登場。撃破時の得点はそれぞれ30,000点、50,000点、100,000点。

## アレンジモードの移植
『ナムコクラシックコレクション』そのものの移植版は存在しないが、アレンジモードの一部タイトルが家庭用ハードに移植されている。
ゼビウス・アレンジメント
1997年3月28日発売のPlayStation（PS）用ソフト『ゼビウス3D/G+』に収録。新規に制作されたアレンジBGMが用意されており、元のBGMと切り替え可能。
PSのナムコミュージアムシリーズ収録の縦画面作品のように、縦置きモニター使用による、アーケード版そのままの感覚で遊べる「縦画面モード」でのプレイにも対応。
一定の条件を満たすと、ゲーム全体のホーム内にある、「おまけ」項目内に「エキストラエリア」モードが追加され、アーケード版のアレンジメントクリア後に厳しい条件だけでしか行けなかったエキストラエリア（二周目）がいつでも遊べるようになる。また、3つのエリアから選択してプレイが可能。難易度や面構成は元のアーケード版にあったものと同じ。
2013年にゲームアーカイブスとして配信開始。
パックマン・アレンジメント
2種類の移植版が存在する。
①パックマンコレクション版：2002年1月11日発売のゲームボーイアドバンス用ソフト『パックマンコレクション』に収録。
上下にスクロールする仕様になっている。1人プレイ専用で、スタッフロールやネームエントリーが削除されている。
2014年6月にWii Uのバーチャルコンソールとして配信開始。
②ミュージアムプラス版：2022年5月26日より順次配信開始されたNintendo SwitchやPlayStation 4などのソフト『パックマンミュージアムプラス』収録。
前述の①とは異なり、こちらは1画面に固定されており、ネームエントリーやデモ画面、後述する海外版でも削除されていたスタッフロールやクラシックコレクション版準拠のランキング画面も再現。国内では初めてのアーケード版の完全移植となる。日本での移植自体も、①収録版以来約20年ぶり（バーチャルコンソール版からは約8年ぶり）となる。
また、国内では未発売だが、2001年に発売された海外版PS2用ソフト『NAMCO MUSEUM』には、『ギャラガ・アレンジメント』『パックマン・アレンジメント』『ディグダグ・アレンジメント』が収録されている。ただし、諸事情でどの作品もクリア後のスタッフロールが削除されている。
なお、PlayStation Portable版『ナムコミュージアム』には同名の『〜・アレンジメント』というタイトルが複数収録されているが、この『ナムコクラシックコレクション』のものと内容は全く異なる。